# ルアクステネ神社
ルアクステネ神社（ラトビア語: Lokstenes svētnīca）は、ラトビア共和国プリャヴィニャス県クリンタイネ郡にあるラトビア神道の宗教施設。通過儀礼と年間神事が斎行される聖地である。

## 概要
社殿はプリャヴィニャス県クリンタイネ郡のリエプカルニ製パン工房・喫茶店付近のダウガワ川の島に鎮座し、ルアクステネ砦丘に因んで名づけられている。境内は船着場、手水所、参集広場、祖霊碑、太陽門と社殿を含む。

## 経緯

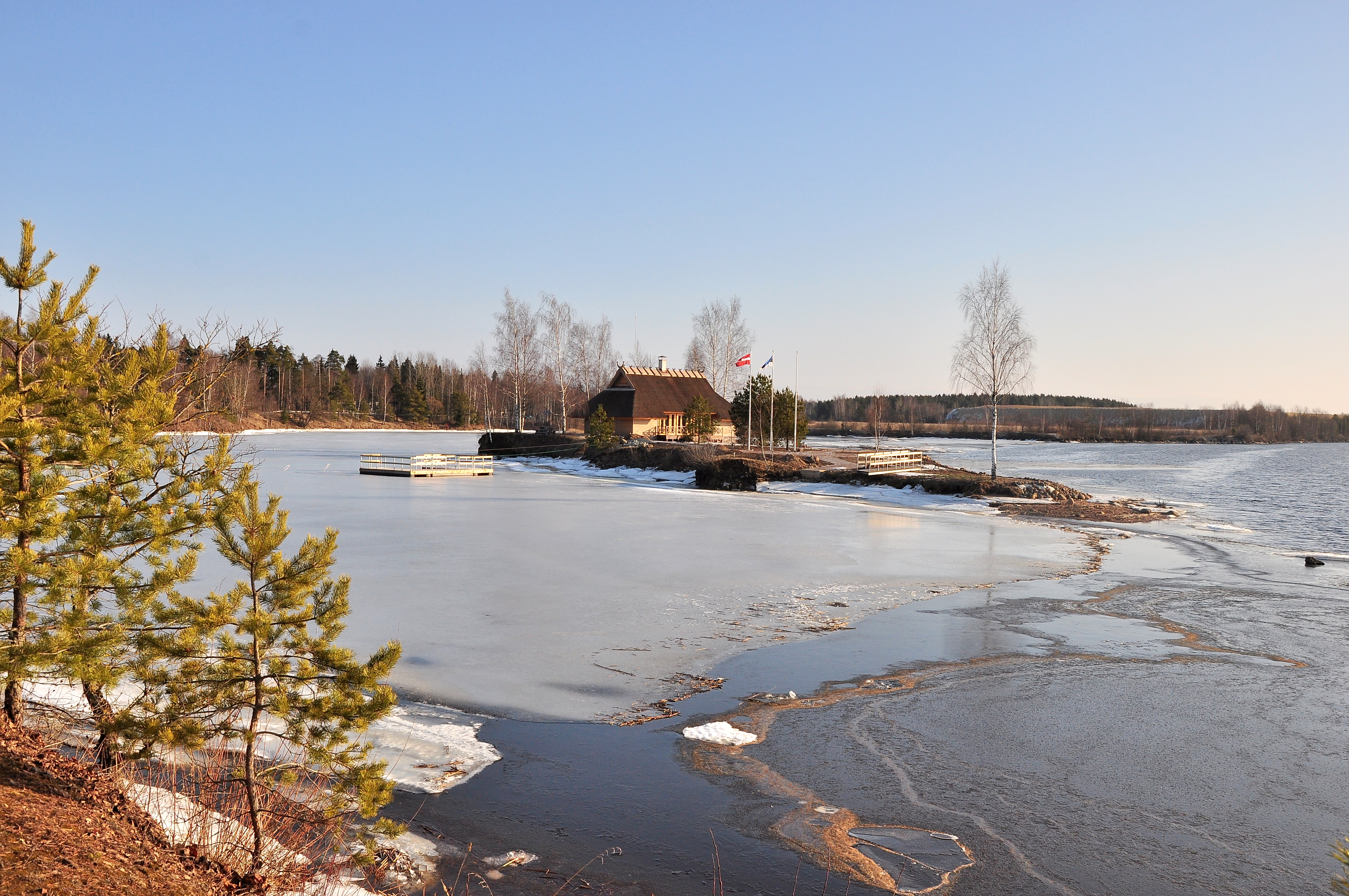
2016年3月6日当時の造営中の様子

主な寄進者となっているリエプカルニ製パン工房経営者Dagnis Čākursが年を取るに連れ、魂と死の必然性に思いを馳せつつ、長年に亘りラトビア人に自らの経営を支援してもらった分の恩返しとしてラトビア神道の神々とラトビア民族文化に貢献することにした。設計はラトビア神道本庁（ラトビア語: Latvijas Dievturu sadraudze）の当時大頭屋Valdis Celmsの指導下で行われ、内装は現大頭屋Andrejs BroksとEgons Garklāvs、彫刻はJānis Karlovsが担当した。

## 活動
ルアクステネ神社境内の島はČākursが所有し永続的にラトビア神道本庁により利用されている。ラトビア神道本庁が社殿を2016年秋から利用し、献殿式は2017年5月6日に斎行された。社殿では通過儀礼、年間神事、国家的祭典や各種の讃えなどが定期的に斎行される。
文藝雑誌Jaunā GaitaのAnita Liepiņaは、ルアクステネ神社の社殿が諸教会と同様に国家から維持費の支援を受けるべきであることを2017年の記事で訴えた。

## その他
- List of modern Pagan temples
- Romuva (temple)